# Гарсиа Маррус, Фина
Фина Гарсиа Марру́с, собственно Хосефина Гарсиа Маррус-Бадиа (исп. Fina García Marruz, Josefina García-Marruz Badía; 28 апреля 1923, Гавана — 27 июня 2022, Гавана) — кубинская поэтесса, историк литературы, эссеист.

## Биография
Окончила Гаванский институт, получила степень доктора социальных наук в Гаванском университете (1961). С 1962 — сотрудница Национальной библиотеки, в 1977—1987 работала там в Центре исследований творчества Хосе Марти, редактировала полное собрание его сочинений, выпустила несколько книг о нём. Много путешествовала, в том числе была в СССР.
Публиковалась с начала 1940-х, принадлежала к группе ближайших друзей и литературных соратников Хосе Лесамы Лимы. Жена поэта Синтио Витьера (с 1947).

## Книги

### Поэзия
- Poemas, Ucar García, La Habana, 1942
- Transfiguración de Jesús en el Monte, Orígenes, La Habana, 1947
- Las miradas perdidas 1944—1950, Ucar García, La Habana, 1951
- Visitaciones, Unión Nacional de Escritores y Artistas de Cuba, La Habana, 1970
- Poesías escogidas, Letras Cubanas, La Habana, 1984
- Viaje a Nicaragua, Letras Cubanas, La Habana, 1987 (в соавторстве с Синтио Витьером)
- Créditos de Charlot, Ediciones Vigía de la Casa del Escritor, Matanzas, 1990
- Los Rembrandt de l’Hermitage, La Habana, 1992
- Viejas melodías, Caracas, 1993
- Nociones elementales y algunas elegías, Caracas, 1994
- Habana del centro, La Habana, 1997
- Antología poética, La Habana, 1997
- Poesía escogida, con Cintio Vitier, Bogotá, 1999
- El instante raro, Pre-Textos, Valencia, 2010

### Эссеистика, литературная критика
- Estudios críticos, La Habana, 1964 (в соавторстве с Синтио Витьером)
- Poesías de Juana Borrero, La Habana, 1967
- Los versos de Martí, La Habana, 1968
- Temas martianos, La Habana, 1969 (в соавторстве с Синтио Витьером)
- Bécquer o la leve bruma, La Habana, 1971
- Poesías y cartas, La Habana, 1977 (в соавторстве с Синтио Витьером)
- Flor oculta de poesía cubana, La Habana, 1978 (в соавторстве с Синтио Витьером)
- Temas martianos, segunda serie, La Habana, 1982
- Hablar de la poesía, Letras Cubanas, La Habana, 1986
- Textos antimperialistas de José Martí, La Habana, 1990
- La literatura en el Papel Periódico de La Habana, La Habana, 1991 (в соавторстве с Синтио Витьером и Роберто Фриолем)
- Temas martianos, tercera serie, La Habana, 1993
- La familia de «Orígenes», La Habana, 1997
- Darío, Martí y lo germinal americano, Ediciones Unión, La Habana, 2001
- Juana Borrero y otros ensayos, La isla infinita, 2011

## Публикации на русском языке
- [Стихотворения] / Пер. Л. Цывьяна // Поэзия магов. СПб.: Азбука-Классика, 2003, с. 453—454.

## Признание
Национальная премия по литературе (1990). Премия Пабло Неруды по ибероамериканской поэзии (2007). Премия королевы Софии по ибероамериканской поэзии (2011). Международная поэтическая премия г.Гранада имени Федерико Гарсиа Лорки (2011) и др. награды.